# Gerardo Mosquera
Gerardo Mosquera Rodríguez (30 de septiembre de 1947-Quevedo, Los Ríos, Ecuador; 30 de marzo de 2020), fue un agricultor, radiodifusor y periodista deportivo ecuatoriano.

## Biografía
Nació el 30 de septiembre de 1947, en la provincia de Los Ríos, Ecuador. Fue un humilde agricultor, que con el esfuerzo de su trabajó logró estudiar la primaria y secundaria. Fue propietario de una parcela agrícola en el recinto San José de Corotú.
Debido a sus gustos por el deporte y la música, se inclinó a trabajar en la radio. Hizo periodismo deportivo por primera vez en Voz del Trópico. una radio que con los años cambió su nombre a RVT satelital, ubicada en la ciudad de Quevedo. También se dedicó a la docencia siendo profesor del Colegio Nicolás Infantes Díaz. Trabajó durante 17 años en la radio Ondas Quevedeñas.
Al poco tiempo fundó la Radio Viva, en Quevedo, con sus propios fondos, a la cual él llamaba "La radio grande de Quevedo", siendo Gerente Propietario, donde ingresaron varios jóvenes a trabajar a lo largo de los años, convirtiéndose en un formador de periodistas, entre los cuales está el locutor Wilmer Loor. Es por esto que es considerado el radiodifusor más importante de la historia del periodismo riosense. También fue un cantante aficionado que grabó algunos CD de música tropical, con instrumentos en vivo.
Desde 2002 a 2006, durante la administración municipal de Marco Cortés, Mosquera fue concejal del cantón Quevedo.

## Muerte
Falleció en la madrugada del 30 de marzo de 2020, en el Hospital del IESS en Quevedo, después de estar internado por una enfermedad cardiovascular. Su compañero Evaristo Acebo pidió que su muerte no se relacione al COVID-19, ya que se dio en medio de la emergencia sanitaria en que se encuentra Ecuador, durante la pandemia de enfermedad por coronavirus, pues aclaró que se trató de una insuficiencia respiratoria aguda la que acabó con la vida de Mosquera. Su fallecimiento consternó a la población quevedeña y riosense, por lo que esa misma tarde lo enterraron para evitar aglomeraciones debido, siguiendo los protocolos de ley por la emergencia sanitaria en que se encuentra el país. Su radio emitió música durante todo el día en señal de luto y retomó las actividades noticiosas y periodísticas al día siguiente.